# Szatmári György (színművész)
Szatmári György (Budapest, 1957. július 24. –) Aase-díjas magyar színész, rendező, díszlettervező.

## Életpályája
1980-ban szerzett színészi diplomát a Színház- és Filmművészeti Főiskolán Kerényi Imre és Huszti Péter osztályában. 1980–1982 között a debreceni Csokonai Színház szerződtette. 1982–1987 között a Radnóti Miklós Színpad, 1987–1991 között az egri Gárdonyi Géza Színház tagja volt. 1991–1992 között a nyíregyházi Móricz Zsigmond Színházban dolgozott. 1992–1994 között a zalaegerszegi Hevesi Sándor Színház foglalkoztatta. 1994-től a Soproni Petőfi Színház tagja volt. Ezután szinkronszövegek írásával foglalkozott. 2003–2019 között a Miskolci Nemzeti Színház tagja volt. 2019-2022 között a Pesti Magyar Színház színésze.
Az Agria Játékokhoz tervezte a díszleteket és jelmezeket, a Bacchus, avagy a ’bor’ comoedia című előadáshoz, s ugyanott rendezte Tabarin: Veszedelmes levelek című darabját. 2016-ban Aase-díjat kapott.

## Fontosabb színházi szerepei
- William Shakespeare: Ahogytetszik... A száműzött herceg
- William Shakespeare: A velencei kalmár... A velencei Dózse
- Anton Pavlovics Csehov: Sirály... Dorn
- Makszim Gorkij: Éjjeli menedékhely...Medvegyev
- Alekszandr Nyikolajevics Osztrovszkij: Tehetségek és tisztelők... Ivan Szemjonics Velikatov
- Mihail Afanaszjevics Bulgakov: Molière (Képmutatók cselszövése)... Jean-Baptiste Poquelin Molière (neves drámaíró és színész)
- Molière: Úrhatnám polgár... zenetanár
- Ruzante: A csapodár madárka... Menato
- Benjamin Jonson: Volpone...szereplő  (Soproni Petőfi Színház)
- Bertolt Brecht Kurázsi mama és gyermekei... Szakács
- Bertolt Brecht: Jóembert keresünk... Ma Fu, a férj
- Friedrich Dürrenmatt: A Nagy Romulus... Achilles (komornyik)
- Arthur Miller: Két hétfő emléke... Kenneth
- Arthur Miller: Közjáték Vichyben... Hoffman (professzor)
- Friedrich Schiller Ármány és szerelem... Von Walter (az első miniszter egy német fejedelem udvarában)
- Luigi Pirandello: IV. Henrik... Landolfo
- Eugène Ionesco: A kopasz énekesnő... Tűzoltóparancsnok
- Johann Nepomuk Nestroy – Heltai Jenő – Fábri Péter – Novák János: Lumpáciusz Vagabundusz – vagy A három jómadár... Cérna, szabó
- Tamkó Sirató Károly – Novák János: Mesélő kert... Hegyi; Ponty; Kukkel Kikk
- Fejes Endre: Az angyalarcú... Csapos
- Csiky Gergely: Ingyenélők... Klimóczy Endre
- Madách Imre: Az ember tragédiája... szereplő
- Molnár Ferenc: Az ibolya... Zeneszerző
- Molnár Ferenc: Játék a kastélyban... Gál
- Füst Milán: Boldogtalanok... Székely Ferenc
- Kosztolányi Dezső: Édes Anna... Moviszter Miklós
- Móricz Zsigmond – Kocsák Tibor – Miklós Tibor: Légy jó mindhalálig... Pedellus (József Attila Színház)
- Móricz Zsigmond: Úri muri... Borbíró
- Móricz Zsigmond: Kivilágos kivirradtig... Péchy Lajos (orvos)
- Móricz Zsigmond: Erdély - Tündérkert... Imreffy János
- Szomory Dezső: Györgyike drága gyermek... Mikár Ferenc
- Örkény István: Kulcskeresők... Benedek
- Örkény István: Tóték... Tót
- Horváth Péter – Novák János: A farkas szempillái... Momotaro, Japán legnagyobb barackfiúja; Öregapó,aki olykor Tokudzsirót, a Japán Fényerdő Farkasát is alakítja
- Kürti András: Pulykák... Duló Zsolt
- Sütő András: Egy lócsiszár virágvasárnapja... Luther Márton
- Pierre-Augustin Caron de Beaumarchais: Figaro házassága... Almaviva
- Jékely Zoltán: Mátyás király juhásza...  Mátyás király
- Szirmai Albert – Bakonyi Károly: Mágnás Miska... Miska
- Neil Simon: Ilyen nincs!(Pletykák)... Lenny
- Neil Simon: Pletykák... Ernie Cusack
- Neil Simon: Furcsa pár... Roy
- Sanja Marinković: Glória... Don Zane
- Szakonyi Károly: Kardok, kalodák... Doppelstein őrnagy (Kőszegi Várszínház)
- Simon Gray: Kicsengetés... Mark Sackling
- Alan Ayckbourn: Keresztül-kasul... Bob Phillips
- Hervé: Nebáncsvirág... Ferdinand de Champlatreux hadnagy
- Alexander Breffort – Margauerite Monnot: Irma, te édes... Bob
- Zágon István – Nóti Károly – Eisemann Mihály: Hyppolit, a lakáj... Makáts
- Müller Péter – Tolcsvay László – Müller Péter Sziámi: Isten pénze... szereplő (Miskolci Nemzeti Színház)
- Georges Feydeau: Bolha a fülbe (La puce a L'oreille)... Carlos Homenides De Histangua (Miskolci Nemzeti Színház)
- Nagy Tibor – Pozsgai Zsolt – Bradányi Iván: A Kölyök... szereplő (Miskolci Nemzeti Színház)
- Rideg Sándor: Indul a bakterház... Toppancs
- Nemes István – Böhm György – Korcsmáros György – Horváth Péter – Dés László : Valahol Európában... Simon Péter
- Mario Diament: Látatlan találkozások... Férfi
- Richard Rodgers – Oscar Hammerstein: A muzsika hangja... Georg Von Trapp kapitány
- Dobozy Imre – Korognai Károly: A tizedes meg a többiek... Szijártó
- Ariel Dorfman: A halál és a lányka... Roberto Miranda (orvos)
- Peter Shaffer: Amadeus... Gottfried van Swieten báró
- Presser Gábor – Varró Dániel – Teslár Ákos: Túl a Maszat-hegyen... Makula bácsi
- Presser Gábor – Sztevanovity Dusán – Horváth Péter: A padlás... Témüller (azelőtt házmester, most önkéntes)
- Békés József – Heilig Gábor – Horváth Attila: Császárok... Rizsás
- Bereményi Géza: Az arany ára... Skultéti
- Háy János: A gézagyerek... Banda Lajos (munkás a kőfejtőben)
- Hamvai Kornél: Kézről kézre... Planteloup (nyomozó)
- Alan Jay Lerner – Frederick Loewe – G. Dénes György: My Fair Lady... Pickering ezredes
- László Miklós: Illatszertár... Sipos úr
- Gyárfás Miklós: Tanulmány a nőkről... Író, több szerepben (Eger, Pinceszínház)
- Michael Frayn – Mohácsi János – Mohácsi István: Veszett fejsze... Szatyi
- Eisemann Mihály – Halász Imre – Békeffi István: Egy csók és más semmi... Dr. Sáfrány
- Níkosz Kazandzákisz – Joseph Stein – John Kander – Fred Ebb: Zorba, a görög... Mavrodani (a falu elöljárója)
- John Kander – Fred Ebb: Chicago... szereplő (Soproni Petőfi Színház)
- Mark Haddon – Simon Stephens: A kutya különös esete az éjszakában... Ed Boon
- Tadeusz Slobodzianek: A mi osztályunk... Wladek

## Filmek, tv
- A nagyenyedi két fűzfa (1979)
- Fábián Bálint találkozása Istennel (1980)
- Ki beszél itt szerelemről? (1980)
- Asszonyok (1981)
- Hínár (1981)
- Villám (1981)
- Reggelire legjobb a puliszka (1983)
- Buborékok (1983)
- Szerelem száz háton (1984)
- Gyalogbéka (sorozat) Tornacsuka a sárban című rész (1985)
- Helló, Einstein! (sorozat) 3. rész (1985)
- Az öreg tekintetes (1987)
- Éretlenek (sorozat)  A zálog című rész (1995)
- Holdhercegnő (2008)
- Blokád (2022)

## Önálló műsora
- Operett-musical, sanzonest (Eger, 1988)

## Fontosabb rendezései
- Sławomir Mrożek: Örvendetes esemény
- Tabarin: Veszedelmes levelek Bemutató 1988. július 14. Eger, Agria Játékok
- Bohumil Hrabal: Sörgyári capriccio Bemutató 1998. november 29. Soproni Petőfi Színház
- Imádok férjhez menni Bemutató 2000. január 29. Soproni Petőfi Színház
- Film világsikerek színpadon - Sörgyári capriccio Bemutató 2002. október 13., IBS Színpad

## Díjai, elismerései
- Aase-díj (2016)